# Ravi Kishan
Ravi Kishan (inaczej Ravi Kissan | Ravi Kissen, urodz. w 1971 roku w Mumbaju) to aktor bollywoodzki.

## Filmografia
1. Hera Pheri 3 (2009) (zapowiedziany)
2. Desh Drohi (2008)
3. 1971 (2007) – kapitan Jacob
4. Aakheer (2007) (V)
5. UNNS: Love... Forever (2006)
6. Ganga (2006) – Shankar
7. Phir Hera Pheri (2006) – człowiek Tiwari
8. Raja Bhai Lagey Raho... (2005) (jako Ravi Kissan) – Raja Bhai
9. Aan: Men at Work (2004) – Raghu Shetty
10. Woh (2004) (jako Ravi Kissen)
11. Tere Naam (2003) – Rameshwar
12. Ansh: The Deadly Part (2002) (jako Ravi Kissan) – Doble
13. Marshal (2002) – Inspector Ritesh
14. Sindoor Ki Saugandh (2002) – inspektor Ramesh Kumar
15. Aaya Toofan (1999) – Gul
16. Keemat: They Are Back (1998) (as Ravi Kissan) – Mohan Tripathi
17. Koi Kisi Se Kum Nahin (1997) (as Ravi Kissen)
18. Share Bazaar (1997) – Shekar
19. Aatank (1996) – Mahesh Kumar
20. Army (1996) (jako Ravi Kissen) – Kartar
21. Zakhmi Dil (1994) (jakoRavi Kissen) – Abhimanyu
22. Aag Aur Chingari (1994)
23. Udhaar Ki Zindagi (1994) (jako Ravi Kissen)
24. Rani Aur Maharani (1993)